# 民乐镇 (庆安县)
民乐镇，是中华人民共和国黑龙江省绥化市庆安县下辖的一个乡镇级行政单位。

## 行政区划
民乐镇下辖以下地区：
民乐村、民兴村、民旺村、民富村和民合村。